# Nordsjælland Håndbold
Nordsjælland Håndbold ist ein dänischer Handballverein aus Helsinge.
Der Verein, der im Jahr 2006 aus einem Zusammenschluss der Vereine Helsinge und Hillerød HK entstand, verfügt über Herren- und Damenmannschaften. Heimspielstätten des Vereins sind die Helsinge Hallerne (1600 Zuschauer) in Helsinge und das FrederiksborgCentret (1100 Zuschauer) in Hillerød.
Die erste Herren-Mannschaft spielt in Dänemarks höchster Liga, der Håndboldligaen. In der Saison 2012/13 belegte Nordsjælland den letzten Platz in der Abschlusstabelle nach der Meisterschaftsvorrunde und war somit sportlich abgestiegen; als Viborg HK kurz nach dem Saisonende auf seinem Startplatz für die kommende Spielzeit verzichtete, wurde dieser freie Startplatz Nordsjælland zugesprochen. In der Saison 2013/14 belegte die Mannschaft den 11. Platz und musste anschließend in der Qualifikationsrunde antreten. Hier belegte Nordsjælland den letzten Rang und stieg ab. Nach der Zweitligasaison 2013/14 gelang der Mannschaft der direkte Wiederaufstieg. In der Saison 2016/17 erneut in der 1. division antretend, stieg Nordsjælland wieder in die Håndboldligaen auf. Nach drei Jahren in der Håndboldligaen trat die Mannschaft den Gang in die Zweitklassigkeit an. 2021 gelang der Mannschaft der direkte Wiederaufstieg.
Die Damen-Mannschaft spielt in der 3. Division.